# Kerava vasútállomás
Kerava vasútállomás Finnországban, Kerava településen található.

## Vasútvonalak
Az állomást az alábbi vasútvonalak érintik:
- Helsinki–Riihimäki-vasútvonal
- Kerava–Lahti-vasútvonal
- Kerava–Porvoo-vasútvonal
- Savio–Vuosaari-vasútvonal

## Kapcsolódó állomások
A vasútállomáshoz az alábbi állomások vannak a legközelebb:
- Savio vasútállomás (Helsinki Central, Helsinki–Riihimäki-vasútvonal, T Helsinki - Riihimäki, K Helsinki - Kerava)
- Kytömaa railway station (Riihimäki vasútállomás, Lahti vasútállomás, Helsinki–Riihimäki-vasútvonal, Kerava–Lahti-vasútvonal)
- Nikkilä railway station (Porvoo railway station, Kerava–Porvoo-vasútvonal)
- Vuosaari Harbour (Vuosaari Harbour, Savio–Vuosaari-vasútvonal)
- Haarajoki vasútállomás (Kouvola vasútállomás, Z Helsinki - Lahti)
- Tikkurila railway station (Helsinki Central, Z Helsinki - Lahti, D Helsinki - Hämeenlinna, R Helsinki-Tampere)
- Ainola vasútállomás (Riihimäki vasútállomás, T Helsinki - Riihimäki)
- Ainola vasútállomás (Nokia vasútállomás, R Helsinki-Tampere)
- Järvenpää vasútállomás (Hämeenlinna vasútállomás, D Helsinki - Hämeenlinna)